# Roditelji (1989.)
Roditelji - američka humorna drama iz 1989. u kojoj glume: Steve Martin, Tom Hulce, Rick Moranis, Martha Plimpton, Keanu Reeves, Jason Robards, Mary Steenburgen i Dianne Wiest.
Film je režirao Ron Howard, koji je također sudjelovao u razvijanju priče sa scenaristima Lowellom Ganzom i Babaloo Mandel. Većina filma se bazira na obiteljskom životu Howarda, Ganza, Mandel i producenta Briana Grazera, koji ima 14 djece. Film je sniman u Orlandu i njegovoj okolici, a neke scene su snimljene na sveučilištu Florida.
Film je bio nominiran za dva Oscara: Dianne Wiest za najbolju sporednu glumicu i Randy Newman za najbolju pjesmu (pjesma "I Love to See You Smile").
Film je adaptiran za seriju NBC-a dva puta, seriju Roditelji iz 1990., te Roditelji i djeca iz 2010.

## Radnja
Gil Buckman (Steve Martin), neurotični direktor prodaje, pokušava uravnotežiti obiteljski život i karijeru u predgrađu St. Louisa. Kad otkrije da njegov najstariji sin Kevin ima emocionalnih problema i treba terapiju, i da dvoje mlađe djece, kćer Taylor i sin Justin također imaju problema, počne kriviti sebe i sumnjati u svoje sposobnosti kao oca. Kad njegova žena Karen (Mary Steenburgen) po četvrti put ostane u drugom stanju, više nije siguran da se može nositi s time.
Frustriran je i boji se da ga financijsko opterećenje zbog rođenja djeteta i pravila na poslu pretvaraju u distanciranog radoholičara, što prezire kod svojeg vlastitog oca Franka (Jason Robards). Ponizan zbog problema u obitelji i na poslu, Gil prizna Franku sumnju u svoje roditeljske sposobnosti. Frank mu odgovori da previše brine, te se pomire, a Frank govori Gilu da briga za dijete nikad ne prestaje. Kad se zabavljač u kostimu kauboja ne pojavi na rođendanskoj proslavi, Gil se sam odjene u kauboja i preuzima njegovu ulogu.
Njegova sestra Helen (Dianne Wiest) je razvedena menadžerica u banci čiji bivši suprug ne želi viđati njihovu djecu Garryja i Julie. Garry (Joaquin Phoenix), koji je tek ušao u pubertet, je tih, povučen, voli biti sam u svojoj sobi s misterioznom papirnatom vrećicom. Isprva Helen brine da su u vrećici droga ili alkohol, ali otkriva da se radi o pornografiji. 
Julie (Martha Plimpton), još uvijek pohađa srednju školu, ali nije zainteresirana za obrazovanje. Ona i njezin dečko Tod (Keanu Reeves) se vjenčaju, ona ostane u drugom stanju, i zajedno žive u kući njezine majke. Kad Helen zamoli Toda da razgovara s Garryjem, Tod ga uspije uvjeriti da je njegova opsesija s djevojkama i seksom normalna za dječaka njegovih godina, što za njega predstavlja olakšanje. To također uveća Helenino poštovanje prema Todu. Helen na kraju podržava vezu Toda i svoje kćeri do te mjere da, kad Julie poželi prekinuti s njim, Helen joj naredi da se suoči sa svojim strahovima i podrži ga.
Gilova druga sestra, Susan (H.J. Kozak) je učiteljica u osnovnoj škoi udana za inteligentnog, ali neurotičnog znanstvenika Nathana (Rick Moranis). Imaju naprednu kćer Patty. Susan želi još djece, ali Nathan je više zainteresiran za Pattyin kognitivni razvoj. Susan se izbrblja da je planirala ostati trudna protiv Nathanove volje. Napokon postane toliko frustrirana i ostavi ga. Nathan na kraju dolazi na jedno od njezinih predavanja i pjeva joj podoknicu da je opet osvoji. Obeća joj da će se pokušati promijeniti i Susan pristane da se vrati kući.
Larry (Tom Hulce), Gilov brat, je crna ovca u obitelji, ali je Frankov ljubimac. Umjesto da stvori karijeru, nastoji se brzo obogatiti. Pojavio se sa svojim sinom Coolom i želi posuditi novac od njihovog oca. Uskoro postane jasno da je Larryju potreban novac da otplati kockarske dugove ili će mu nastradati žena. Frank je razočaran, ali ga još uvijek voli i pokušava mu pomoći. Frank odbije da ga sasvim izvuče, te mu ponudi da ga nauči obiteljskom poslu tako da ga može preuzeti (Frank je odgađao umirovljenje) i upotrijebiti dobit da otplati dugove. Larry umjesto toga predloži da ode u Čile, a Frank se složi da se brine o Coolu.
Obitelj se opet okupi u bolnici kad Helen rodi djevojčicu. Frank drži svojeg unuka Coola. Tod i Julie su zajedno i odgajaju sina. Susan je u drugom stanju, a Gil i Karen su roditelji četvero djece.

## Uloge
- Steve Martin - Gil Buckman
- Dianne Wiest - Helen Buckman
- Mary Steenburgen - Karen Buckman
- Jason Robards - Frank Buckman
- Rick Moranis - Nathan Huffner
- Tom Hulce - Larry Buckman
- Martha Plimpton - Julie Higgins
- Keanu Reeves - Tod Higgins
- Leaf Phoenix - Garry Buckman-Lampkin
- Harley Jane Kozak - Susan Buckman
- Eileen Ryan - Marilyn Buckman
- Dennis Dugan - David Brodsky

## Prijem

### Kritike i komercijalni uspjeh
Film je dobio pozitivne kritike i drži ocjenu od 93% na portalu Rotten Tomatoes.
Film je dobio priznanje Američkog filmskog instituta:
- lista AFI's 100 Years... 100 Laughs - nominacija[2]

### Uspjeh na kinoblagajnama
Roditelji su se našli na broju 1 u prvom vikendu prikazivanja sa zaradom od 10,506.450 dolara. Film je na kraju zaradio 100,047.830 u Americi i 126,297.830 dolara u svijetu.

## Televizijske adaptacije
Film je bio adaptiran za seriju NBC-a, koja je doživjela neuspjeh kod kritičara i ubrzo bila otkazana.
U travnju 2009. započelo je snimanje nove televizijske adaptacije Roditelji i djeca, koja se djelomično zasnivala na filmu. Craig T. Nelson i Bonnie Bedelia su glumili roditelje, a pridružili su im se Peter Krause, Dax Shepard, Lauren Graham, Mae Whitman, Erika Christensen i Monica Potter.